# Decolleté

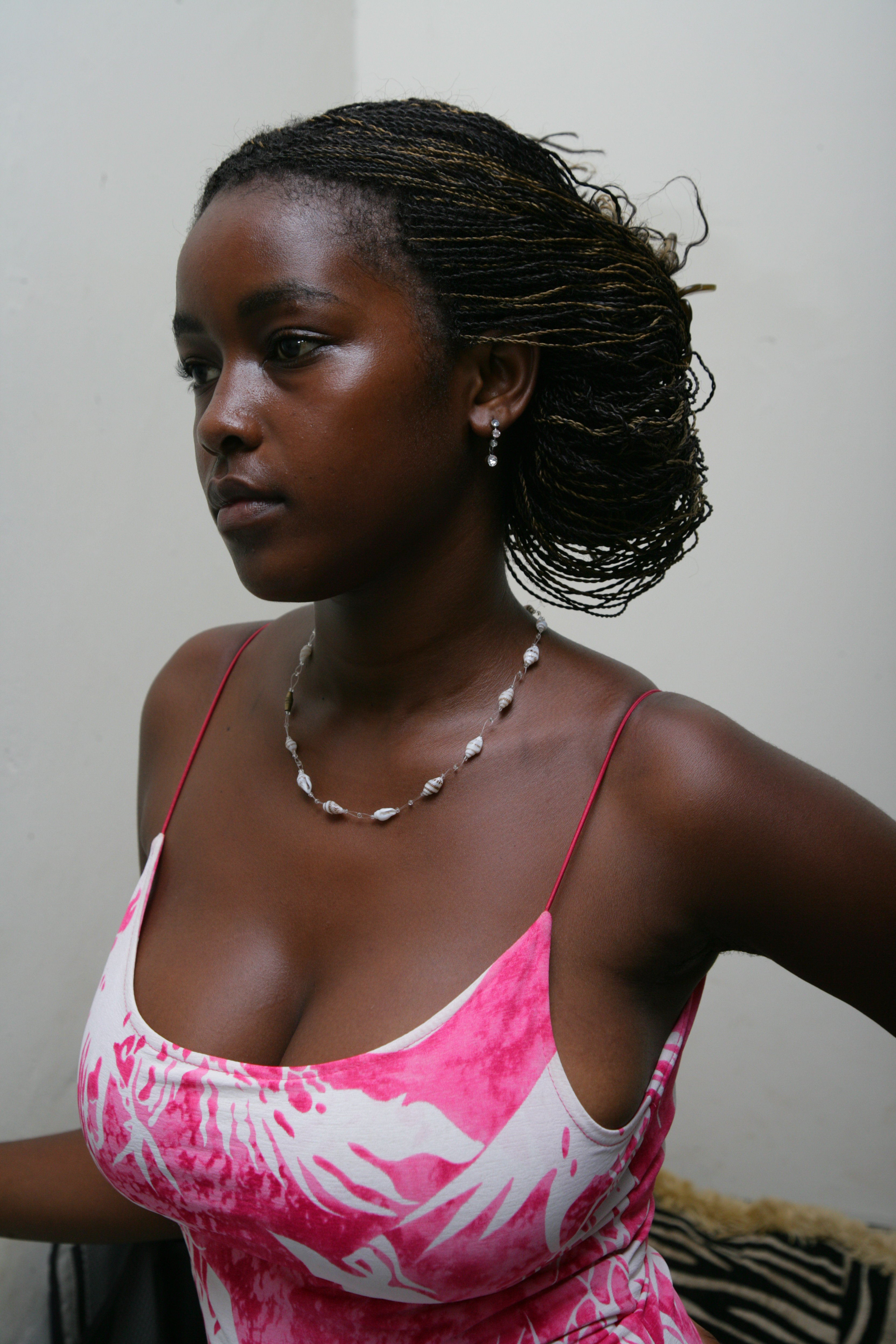
Decolleté

Een decolleté (van het Franse décolleté, 'diepe halsuitsnijding', letterlijk 'ontkraagd') is een lage uitsnijding van de halsopening van een kledingstuk zoals een topje, japon of avondjurk, zodat delen van de hals, romp en/of rug ontbloot worden. De term wordt bij uitbreiding gebruikt om deze lichaamsdelen mee aan te duiden, en dan specifiek de boezem van een vrouw.
Een decolleté met deels zichtbare borsten wordt in de westerse cultuur beschouwd als een teken van vrouwelijkheid en sexappeal, al kan een vrouw ook gestigmatiseerd worden om wat wordt gezien als een ongepaste outfit die te bloot is. Ook mannen kunnen een decolleté dragen onder de vorm van een T-shirt met diepe V-hals, opengeknoopt hemd of een blazer zonder iets of met een top onder. Dit is vaak een modetrend, in navolging van beroemdheden of modeshows. In welke mate een decolleté sociaal aanvaard is, zowel bij mannen als vrouwen, hangt sterk van de context af.

## Geschiedenis

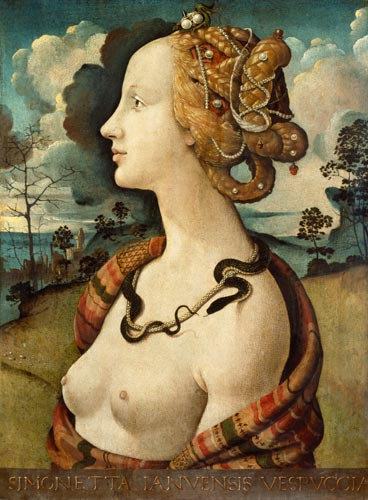
Simonetta Vespucci (ca. 1485)

In Europa droegen vrouwen vanaf de 11e eeuw kledingstukken die het bovendeel van de borst zichtbaar lieten. In 1450 introduceerde Agnès Sorel, de maîtresse van koning Karel VII van Frankrijk, een mode waarbij de japon zo diep uitgesneden werd dat de borsten volledig zichtbaar waren. Ook Simonetta Vespucci droeg dergelijke japonnen. Het opzichtig tonen van de boezem kwam eind 15e eeuw in zwang toen korsetten gedragen werden die het onderste deel van het bovenlichaam en de borsten insnoerden en het bovenste deel van de borsten geprononceerd deden uitkomen.
Het decolleté raakte uit de mode in de jaren 20 toen de zogenaamde flappermode een jongensachtige uitstraling van de vrouw trachtte te bewerkstelligen. In de jaren 30 en 40 kwam het decolleté weer in de mode met de sweater girl look die werd gepopulariseerd door actrices als Lana Turner, Jane Russell en later Marilyn Monroe, nog gevolgd in de jaren 60 door een 'vrouwbevrijdend' modebeeld dat door Yves Saint Laurent werd gepropageerd. Sindsdien zijn decolletés in de showbizz vrij algemeen. In andere milieus staat een decolleté haaks op een meer kuis ideaalbeeld.

## Verwante termen
Synoniemen zijn een lage hals(uitsnijding), de Engelse term cleavage, of – vanuit het perspectief van de toeschouwer – inkijk. Wanneer iemand van bovenaf, en meestal ongewenst, in een decolleté kijkt of fotografeert, spreekt men van downblouse.
Wanneer de kleding aan de rugkant laag uitgesneden is, spreekt men van een rugdecolleté. Wanneer de onderkant van de borsten zichtbaar is, bijvoorbeeld door een korte crop top, spreekt men in Engelstalig slang van underboob of Australian cleavage ('Australische decolleté'). Een andere spottende term is bouwvakkersdecolleté, waarmee men een ontblote bilspleet boven de broeksrand aanduidt.
De anatomische term voor de ruimte tussen de borsten ter hoogte van het borstbeen is sulcus intermammarius.